# Papa Leon al IV-lea
Papa Leon al IV-lea (n. 790 d.Hr., Roma, Statele Papale – d. 17 iulie 855 d.Hr., Roma, Statele Papale) a fost un papă al Romei.